# Stenalia
Stenalia es un género de escarabajos de la familia Mordellidae. En 1856 Mulsant describió el género. Esta es la lista de especies que lo componen:
- Stenalia abyssinica Franciscolo, 1957
- Stenalia aethiopica Ermisch, 1968
- Stenalia araxicola Khnzoryan, 1957
- Stenalia ascaniaenovae Lazorko, 1974
- Stenalia aterrima Ermisch, 1955
- Stenalia atra E. Perris, 1875
- Stenalia atricolor Píc, 1926
- Stenalia australis Franciscolo, 1956
- Stenalia balcanica Franciscolo, 1949
- Stenalia bilyi Horák, 1978
- Stenalia bisecta Baudi de Selve, 1883
- Stenalia biskrensis Schilsky, 1903
- Stenalia brachytera Franciscolo, 1957
- Stenalia brunneapennis Ermisch, 1955
- Stenalia brunneipennis Mulsant, 1856
- Stenalia cechovskyi Horák, 2006
- Stenalia coeruleocephala Ermisch, 1952
- Stenalia corvina Ermisch, 1955
- Stenalia dembickyana Horák, 1995
- Stenalia distincta Ermisch, 1955
- Stenalia dolini Lazorko, 1974
- Stenalia dollmani Franciscolo, 1957
- Stenalia dzhulfae Odnosum, 2001
- Stenalia ermischi Franciscolo, 1942
- Stenalia ermolenkoi Odnosum, 2000
- Stenalia escherichi Schilsky, 1899
- Stenalia flavipennis Ermisch, 1953
- Stenalia flaviventris Ermisch, 1952
- Stenalia flavospinosa Ermisch, 1953
- Stenalia gracilicornis Baudi, 1878
- Stenalia graeca Ermisch, 1965
- Stenalia gridelli Franciscolo, 1949
- Stenalia hispana Schilsky, 1895
- Stenalia inconstans (Fåhraeus, 1871)
- Stenalia indica Horák, 1995
- Stenalia iranica Horák, 1981
- Stenalia jakli Horák, 2006
- Stenalia jendeki Horák, 2006
- Stenalia jordanensis Ermisch, 1965
- Stenalia karossiana Franciscolo, 1957
- Stenalia leslacea Chobaut, 1924
- Stenalia lindbergi Ermisch, 1963
- Stenalia longipennis Ermisch, 1952
- Stenalia macrocephala Franciscolo, 1957
- Stenalia meridionalis Chobaut, 1924
- Stenalia merkli Schilsky, 1895
- Stenalia nigra Ermisch, 1951
- Stenalia nigrospinosa Ermisch, 1952
- Stenalia nyakanensis Franciscolo, 1957
- Stenalia obscuripennis Ermisch, 1955
- Stenalia occidentalis Franciscolo, 1955
- Stenalia oligocenica Nel, 1985
- Stenalia pacholatkoi Horák, 1995
- Stenalia parva Ermisch, 1951
- Stenalia parvula Ermisch, 1967
- Stenalia pectoralis Píc, 1929
- Stenalia peyerimhoffi Chobaut, 1924
- Stenalia rufohumeralis Píc, 1926
- Stenalia sectitarsis
- Stenalia sefrensis Chobaut, 1924
- Stenalia siamensis Horák, 1995
- Stenalia stipae Chobaut, 1924
- Stenalia testacea (Fabricius, 1787)
- Stenalia tonkinea Horák, 1995
- Stenalia turneri Franciscolo, 1957
- Stenalia variipennis Ermisch, 1951
- Stenalia vladimiri Odnosum, 2001
- Stenalia zululandiae Franciscolo, 1957